# Schwanenbastei

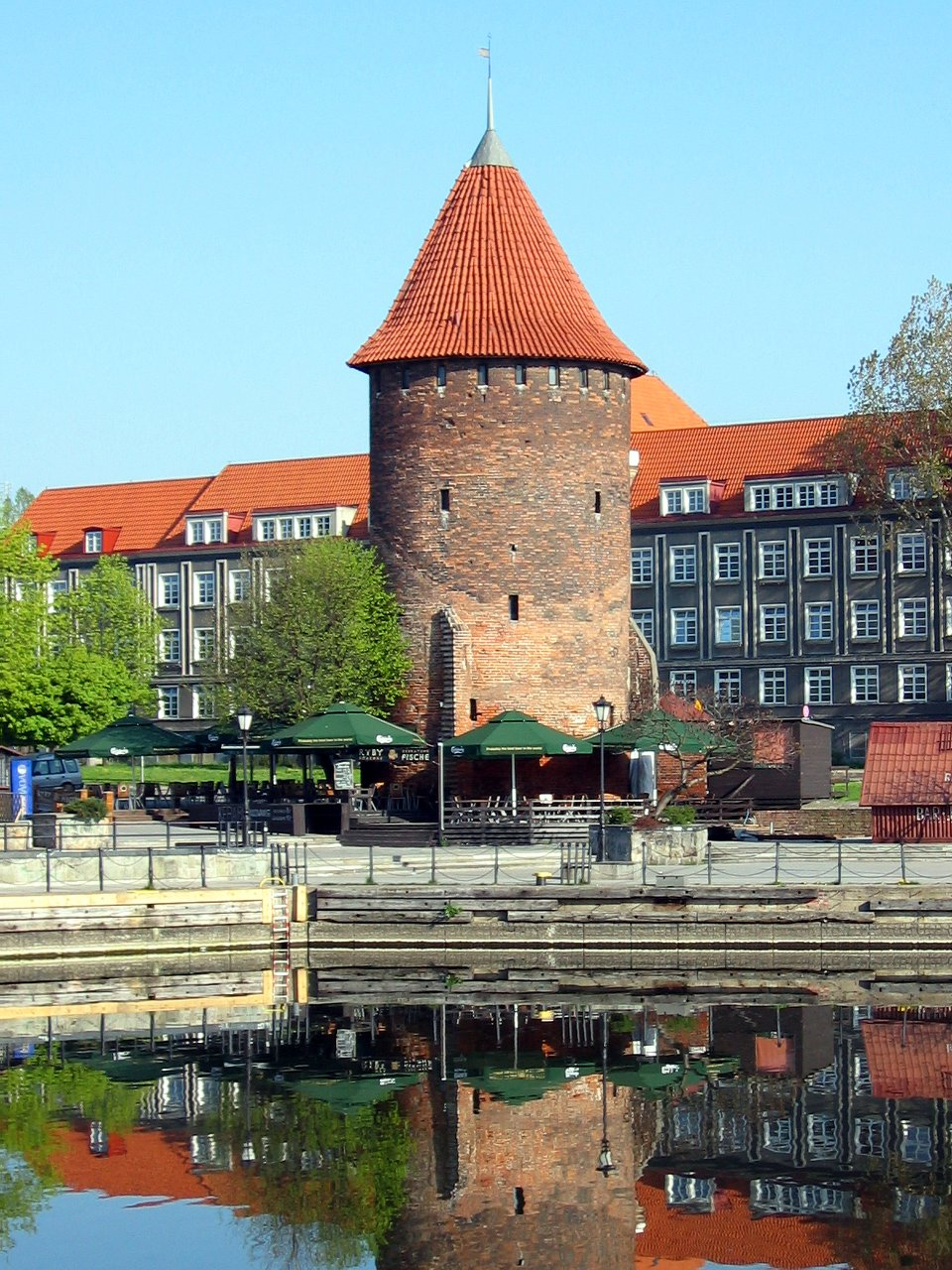
Schwanenbastei (Außenansicht)

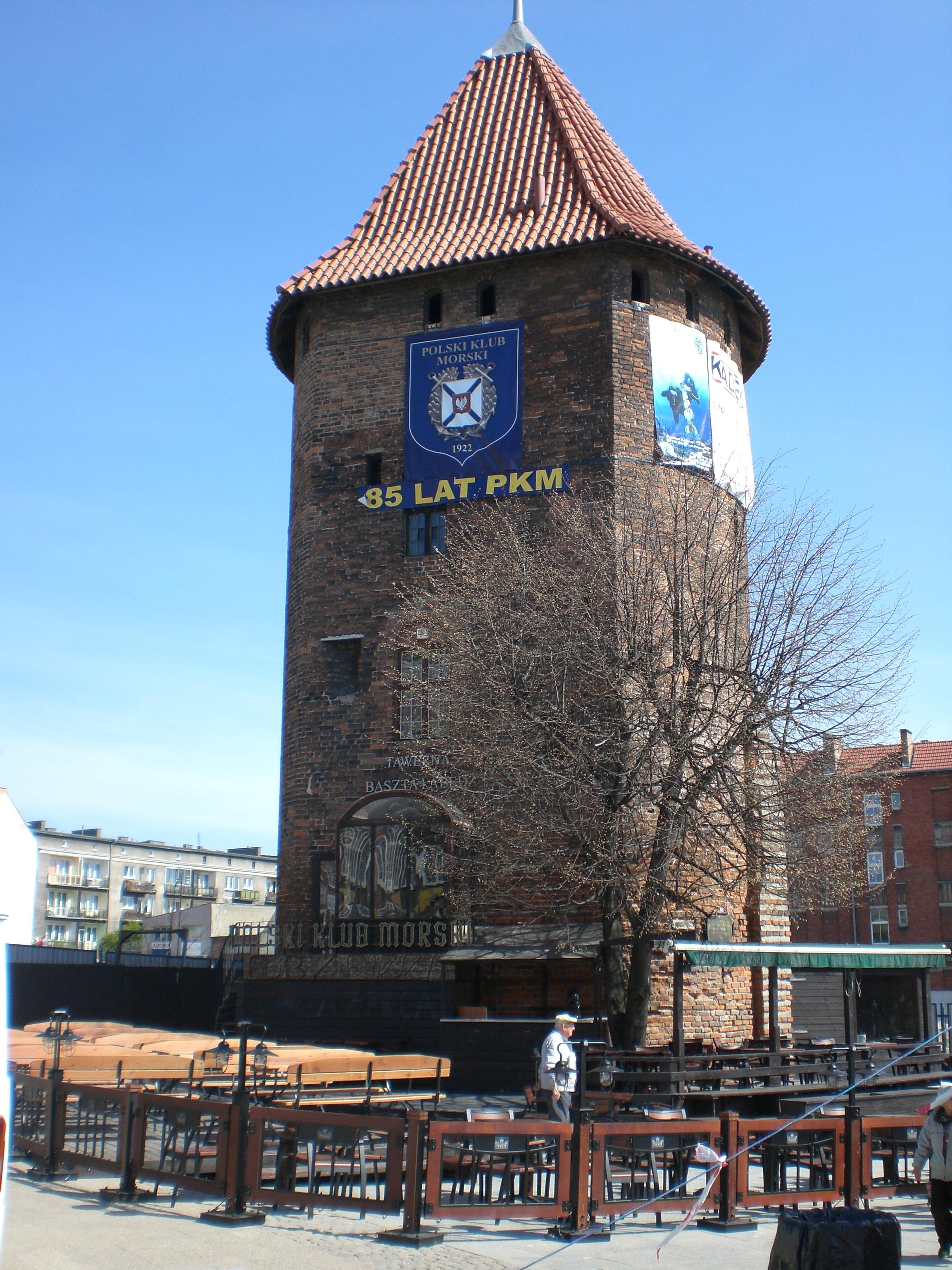
Schwanenbastei (Innenansicht)

Die Schwanenbastei (poln. Baszta Łabędź) ist eine gotische Bastei in Danzig.
Sie wurde auf den Fundamenten der abgebrochenen Fischerbastei errichtet. Die Bastei wurde 1454 beschädigt und danach wiederaufgebaut und um ein Stockwerk erhöht.
Die Bastei befindet sich am Fischmarkt und bildet die Nordostecke der Befestigungen der Danziger Rechtstadt.
In der Bastei befindet sich der Hauptsitz des Polnischen Seeklubs. Neben der Bastei wurde das Hilton-Hotel errichtet.
Koordinaten: 54° 21′ 12,4″ N, 18° 39′ 29″ O